# Jonny Craig

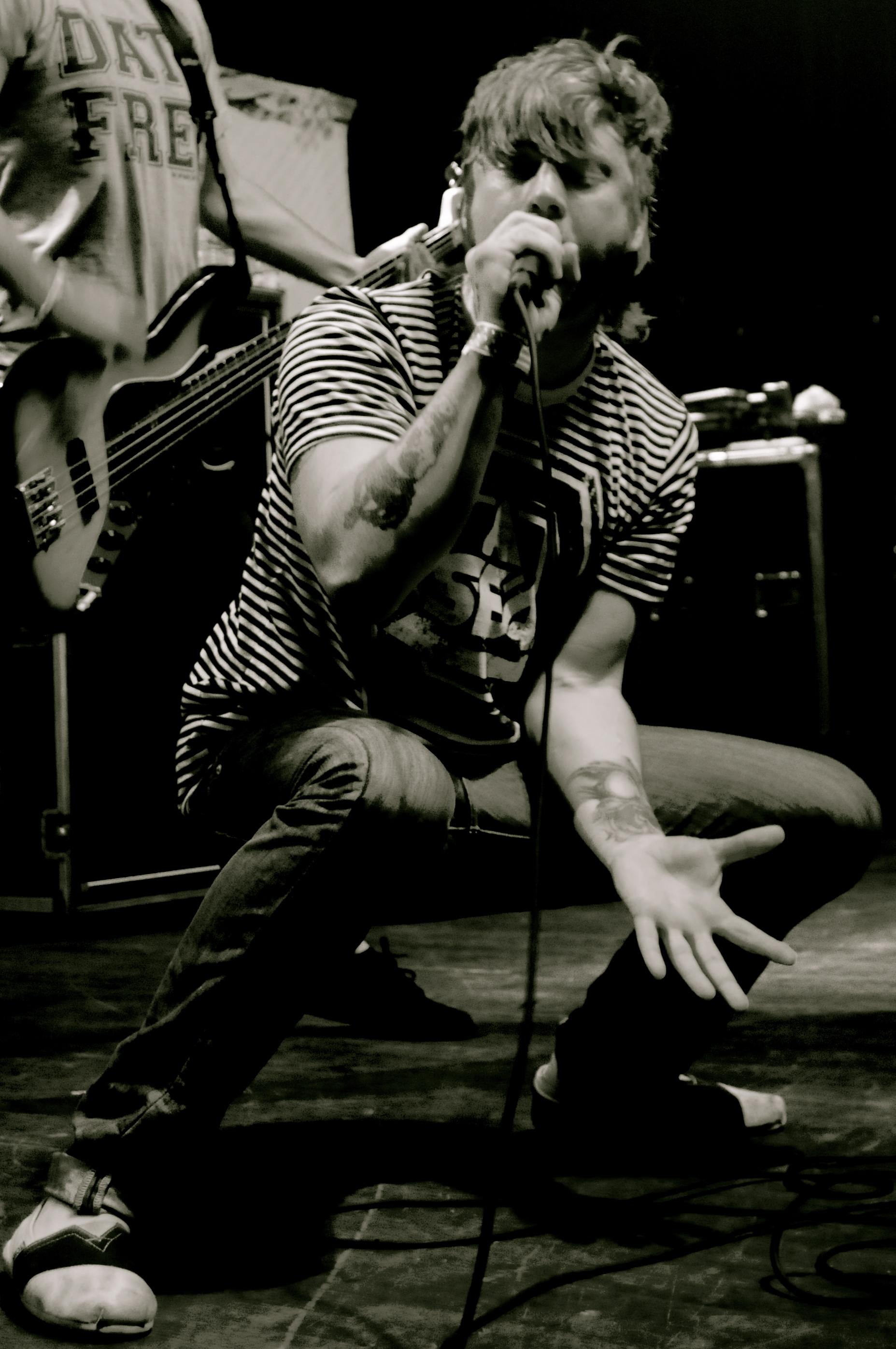
Jonny Craig, 2007

Jonathan Monroe Craig (* 26. März 1986 in Abbotsford, British Columbia) ist ein kanadisch-US-amerikanischer Rocksänger. Er spielte in den Bands Dance Gavin Dance, Emarosa und war in der Supergroup Isles & Glaciers tätig. Zudem veröffentlichte er als Solo-Musiker ein Album über das US-amerikanische Label Rise Records.

## Leben
Craig wurde am 26. März 1986 in Abbotsford, British Columbia geboren. Er kam bereits früh in seinem Leben mit Musik in Kontakt. Seine Großmutter, welche in einem Kirchenchor sang, gab ihm Gesangsunterricht. Auch seine Mutter soll ihn bei der Musik unterstützt haben.

## Musikalische Karriere

### 2000–2007: Musikalische Anfänge
Bevor Craig seine erste eigene Band gründete, versuchte er, als er 2000 eine Highschool in den USA besuchte, über offene Castings in eine Gruppe aufgenommen zu werden. Er wurde jedoch in keiner Band aufgenommen. Daraufhin gründete Craig in Tacoma (Washington), noch im Jahr 2000, die Band Westerhalts, eine Garage-Rock-Band. Im Alter von 15 Jahren veröffentlichte Craig mit der Gruppe den ersten bekannten Song der Band, Change, Leisure & Retirement.
2002 wechselte er als Frontsänger zur Pop-Punk-Band Ghost Runner on Third. Für die Debüt-EP Speak Your Dreams, veröffentlicht am 4. Januar 2005, erhielt die Gruppe positive Kritiken, unter anderem von Allmusic, dessen Kritiker auch Craigs Stimme lobte.

“[…] the band's secret weapon, a passionate vocalist. There’s not a bad track to be found here, but Craig tends to outshine his bandmates throughout.”

Schon vor seiner Karriere bei Ghost Runner on Third wurde berichtet, dass Craig mit einem Drogenproblem zu kämpfen hat. Dieses Problem führte unter anderem dazu, dass Craig sowohl bei Dance Gavin Dance als auch später bei Emarosa aus der Band geworfen wurde. In einem Blog von Dance Gavin Dance wurde angegeben, dass persönliche Differenzen zwischen Craig und den übrigen Musikern für den Rauswurf verantwortlich waren. Inzwischen haben sich beide Parteien vertragen und die Musiker sind sehr gut befreundet.

### 2007–2012: Dance Gavin Dance und Emarosa

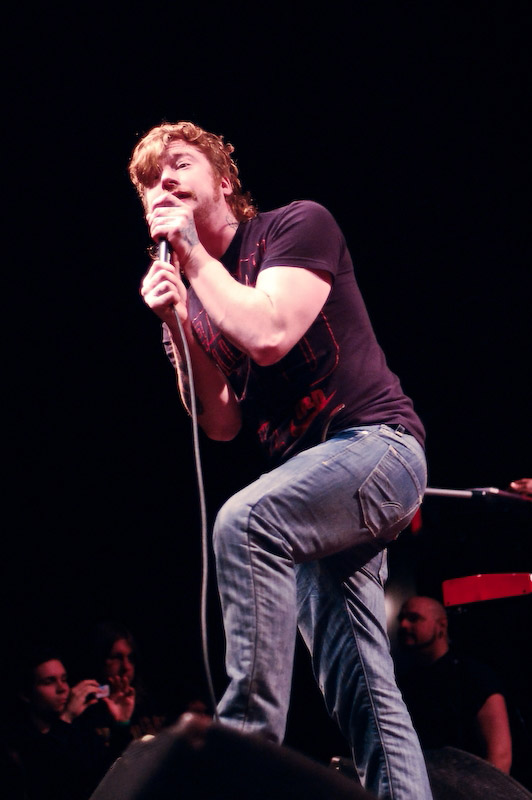
Craig mit Emarosa, 2009

Mit Dance Gavin Dance veröffentlichte Craig das Album Downtown Battle Mountain, welches auch bei Allmusic eine positive Resonanz erreichte. In einem Interview im März 2007 gab Craig zu, seine ehemalige Band Ghost Runner on Third in Dance Gavin Dance umbenennen zu wollen. Nachdem Craig aus Dance Gavin Dance geworfen wurde, war er kurzfristig Ersatz-Musiker bei A Skylit Drive als deren eigentlicher Sänger aufgrund einer Erkrankung nicht auftreten konnte. Zwei Wochen nach seinem Rauswurf bei Dance Gavin Dance wurde er bei Emarosa als neuer Sänger vorgestellt.
Im August 2010 wurde bekannt, dass Jonny Craig zu Dance Gavin Dance zurückkehre um das Album Downtown Battle Mountain II aufzunehmen, welches 2011 erschien. 2011 trennte sich Emarosa von Craig. Mit der Gruppe veröffentlichte er zwei Alben. Im August 2012 wurde er erneut aus Dance Gavin Dance geworfen, nachdem er mehrfach vom Besitzer des Labels Sumerian Records verwarnt wurde.

### 2008–2010: Isles & Glaciers
2008 gab der Chiodos und Cinematic-Sunrise-Sänger Craig Owens bekannt, gemeinsam mit Jonny Craig, Vic Fuentes und anderen Musikern im Rahmen eines Projektes eine EP aufzunehmen. Am 15. Dezember 2008 gaben die Musiker den Namen des Projektes, „Isles & Glaciers“, und das komplette Lineup bekannt.
Die einzige EP, The Hearts of the Lonely People erschien im März 2010 und erreichte einen Einstieg in die offiziellen US-Charts.

### Seit 2010: Solo-Musik
Craig ist auch als Solo-Musiker tätig. Im August 2009 erschien sein Debütalbum A Dream Is a Question You Don’t Know How to Answer über Rise Records. Craig ist somit der erste Solo-Künstler, welcher bei Rise Records unter Vertrag genommen wurde. Als Solo-Musiker tourte er bereits mit AFI, Cinematic Sunrise, Sleeping with Sirens und Tides of Man. Er spielte auf dem Bamboozle und dem SXSW.
Über Indiegogo sammelte Craig Geld um eine EP produzieren zu können. Er kaufte sich aus dem Vertrag mit Rise Records. Es wurde spekuliert, dass Craig an der US-Version der Talentshow The Voice teilgenommen habe. Die EP Find What You Love and Let It Kill You wurde am 24. September 2013 veröffentlicht, stand aber auch vorher schon als Promo-Download zur Verfügung.

### Seit 2014: Neue Band:Slaves
Am 23. März 2014 gründete Craig gemeinsam mit anderen Musikern die Rockband Slaves, welche musikalisch mit seinen früheren Bands Emarosa und Dance Gavin Dance vergleichbar ist. Am 24. Juni 2014 erschien mit Through Art We Are All Equals das Debütalbum über Artery Recordings. Mit dieser veröffentlichte er zwei weitere Alben und eine EP, ehe er Ende Januar 2019 aufgrund seiner langjährigen Drogenabhängigkeit aus der Band geworfen wurde.

## Musikalische Einflüsse
Craigs Stimme wurde bereits mit der von Christina Aguilera verglichen. Die Teilnehmerin der zweiten Staffel von The X Factor aus Australien, Sally Chatfield, beschreibt Jonny Craig als einen ihrer musikalischen Einflüsse.
Craig beschrieb sich in einem Interview als ein „Atheist mit christlichem Hintergrund“, vor allem auf der musikalischen Ebene. Er begründete es mit seiner soulhaften Stimme und seiner musikalischen Geschichte, welche mit Gospel-Musik in einem Kirchen- bzw. Schulchor begann.
Als musikalische Einflüsse nennt Craig hauptsächlich Künstler der Soul-Musik, besonders Aretha Franklin, Boyz II Men und Craig David. Auch Künstler des Labels Motown und die Band Mewithoutyou nennt er als Einflüsse seiner Musik.

## Kontroversen

### Twitter-Vorfall
Nachdem Hacker Craigs Twitter-Profil geknackt haben gaben diese unter Craigs Namen bekannt, ein MacBook verkaufen zu wollen. Der Betrag lag zwischen 600 und 800 US-Dollar. Insgesamt 16 Personen haben für diesen Computer gezahlt, jedoch wurde der Gegenstand nie verschickt.
Craig verneinte den Verdacht, an dieser Aktion beteiligt gewesen zu sein und von der Aktion gewusst zu haben. Er gab an, dass sein Profil einem Hacker-Angriff zum Opfer fiel.

### Drogenproblem
Eine Woche nach dem Hacker-Angriff auf Twitter wurde bekannt, dass Craig die Tour von Emarosa mit Chiodos nicht bestreiten werde, da er wegen des Verdachtes auf eine Drogensucht in eine Entzugsklinik eingewiesen wurde. Sowohl Rise Records als auch The Artery Foundation erstatteten den Geschädigten des Twitter-Vorfalls das Geld zurück.
Bereits 2011 wurde Craig wegen seines Drogenproblemes inhaftiert. Bei der zweiten Verhaftung, verstieß er gegen seine Kautionsauflagen, sodass auf ihn ein Bußgeld von 15.000 Dollar ausgesetzt wurde. Als Resultat dieses Vorfalls musste Dance Gavin Dance seine Konzerttour absagen und erstmals eine Pause einlegen. Nach seinem Aufenthalt im Gefängnis wurde er in eine Entzugsklinik eingewiesen. Am 30. August 2012 wurde Craig aus der Klinik entlassen.
Seine Ex-Freundin Armanda stellte Videos ins Internet, welche Craig bei der Einnahme von Betäubungsmitteln zeige. Craig erzählte in einem Interview, dass sie in ihrer Beziehung niemals glücklich gewesen sei. Er hat beschlossen sich nur noch auf sich selbst zu fokussieren.

### Verhältnis zu anderen Musikern
Craig sagte, dass er zu den Musikern von Dance Gavin Dance, trotz des zweiten Rauswurfs aus der Band, einen freundschaftlichen Kontakt habe. Zu Emarosa hingegen hat Craig keinen großen Kontakt mehr, allerdings sagt er, dass er die Musiker nicht hasst. Zu Vic Fuentes und dessen Band Pierce the Veil gab es auch eine angespannte Situation, als sie miteinander befreundet waren. Craig lud Fuentes ein auf dem Debütalbum Through Art We Are All Equals als Gastsänger aufzutreten. Dies sollte, laut Craig, eine Entschuldigung an die Band und an Personen, die er in der Vergangenheit verletzt habe, sein. Zu Craig Ericson, dem Besitzer von Rise Records, hat er derzeit keinen freundschaftlichen Kontakt, was auch auf die Art der Trennung zwischen Craig und dem Label zurückzuführen ist. Das war auch ein Grund, weshalb Craigs neue Band nicht gefragt wurde, ein Teil von Rise Records zu werden.

## Diskografie

### Mit Westerhalts
- 2001: Change, Leisure and Retirement (Eigenproduktion)

### Mit Ghostrunner on Third
- 2005: Speak Your Dreams (EP, Goodbye Blue Skies)

### Mit Dance Gavin Dance
- 2006: Whatever I Say Is Royal Ocean (Eigenproduktion)
- 2007: Downtown Battle Mountain (Rise Records)
- 2011: Downtown Battle Mountain II (Rise Records)

### Mit Emarosa
- 2008: Relativity (Rise Records)
- 2010: Emarosa (Rise Records)

### Mit Isles & Glaciers
- 2010: The Hearts of Lonely People (EP, Equal Vision Records)

### Mit Slaves
- 2014: Through Art We Are All Equals (Artery Recordings)
- 2015: Routine Breathing (Artery Recordings)
- 2018: Beautiful Death (Artery Recordings)
- 2019: Revision (EP, SBG Records)

### Solo-Arbeiten
- 2009: A Dream Is a Question You Don’t Know How to Answer (Rise Records)
- 2010: Live at Bamboozle 2010 (Live-Album, Live Nation Studios)
- 2013: Find What You Love And Let It Kill You (EP)
- 2014: The Blueprint for Going in Circles (Artery Recordings, Kollaborations-Album mit Kyle Lucas und Captain Midnite)

### Gastauftritte
- 2009: Don’t Jump The Shark Before You Save The Whale aus Kingdoms von Broadway
- 2010: Our Number(s) aus Number(s) von Woe, Is Me
- 2010: Desolate (The Conductor)  aus Number(s) von Woe, Is Me
- 2010: Bottled Up Like Smoke aus Crossroads: 2010  von Bizzy Bone
- 2012: Lion Skin aus Ground Dweller von Hands Like Houses
- 2012: Harbinger aus Aerolyn von Aerolyn
- 2013: Playing It Safe aus Lies to Light the Way von Myka, Relocate
- 2013: Criminal von Silhouette Rising
- 2014: Gemini aus Catalyst von Whether, I
- 2014: Ready for Repair (Captain Midnite Remix) aus Fragile Figures (Deluxe Edition) von Secrets
- 2014: The Wave aus The Future’s Mine to Make von Pavilions
- 2015: The Depths aus Shields and Crowns von Awaken I Am
- 2016: Devils (Remix) von It Lives, It Breathes
- 2016: Good Intentions von Kyle Lucas
- 2016: Back to Life von Tilian
- 2018: Antagonist aus Synesthesia von High Diamond Lights
- 2018: Reign Dance von VRSTY